# 学校纪律
学校纪律是指学校制定的校内各种规章、制度、条例和决定的总和。学校纪律一般来说都是明文规定，並要求师生遵照执行。如果学生违反學校紀律，他们将受到纪律处分。学校纪律的意义在于可以规范学校教育教学工作，保证教育教学的秩序和质量；维持正常的校园生活秩序，給学生营造良好的學習环境。